# 葉正 (籃球運動員)
葉正（1955年2月17日—2018年3月）是臺灣男子籃球運動員，主打前鋒位置。

## 生平
葉正就讀臺中縣太平國民學校時是躲避球與籃球雙棲運動員，進入臺中市立第三初級中學專攻籃球項目，自初中畢業後曾到公賣局籃訓班接受基礎訓練，就讀開平中學時曾入選中華亞青男籃，升學至國立臺灣師範大學於1978年曾率隊擊退中央警官學校拿下大專聯賽冠軍，1978年11月與妻子舉行婚禮，1980年曾獲得惠德學院獎學金，生涯曾效力裕隆籃球隊、中泰賓館籃球隊，從球員身分退役後在國立臺灣大學體育室擔任副教授，2018年3月辭世。